# Slezskoostravský hrad
Slezskoostravský hrad stojí v ostravském městském obvodu Slezská Ostrava. Od svého založení ve 13. století až do roku 1508 patřil mezi knížecí hrady slezských panovníků. Je chráněn jako kulturní památka ČR.

## Historie

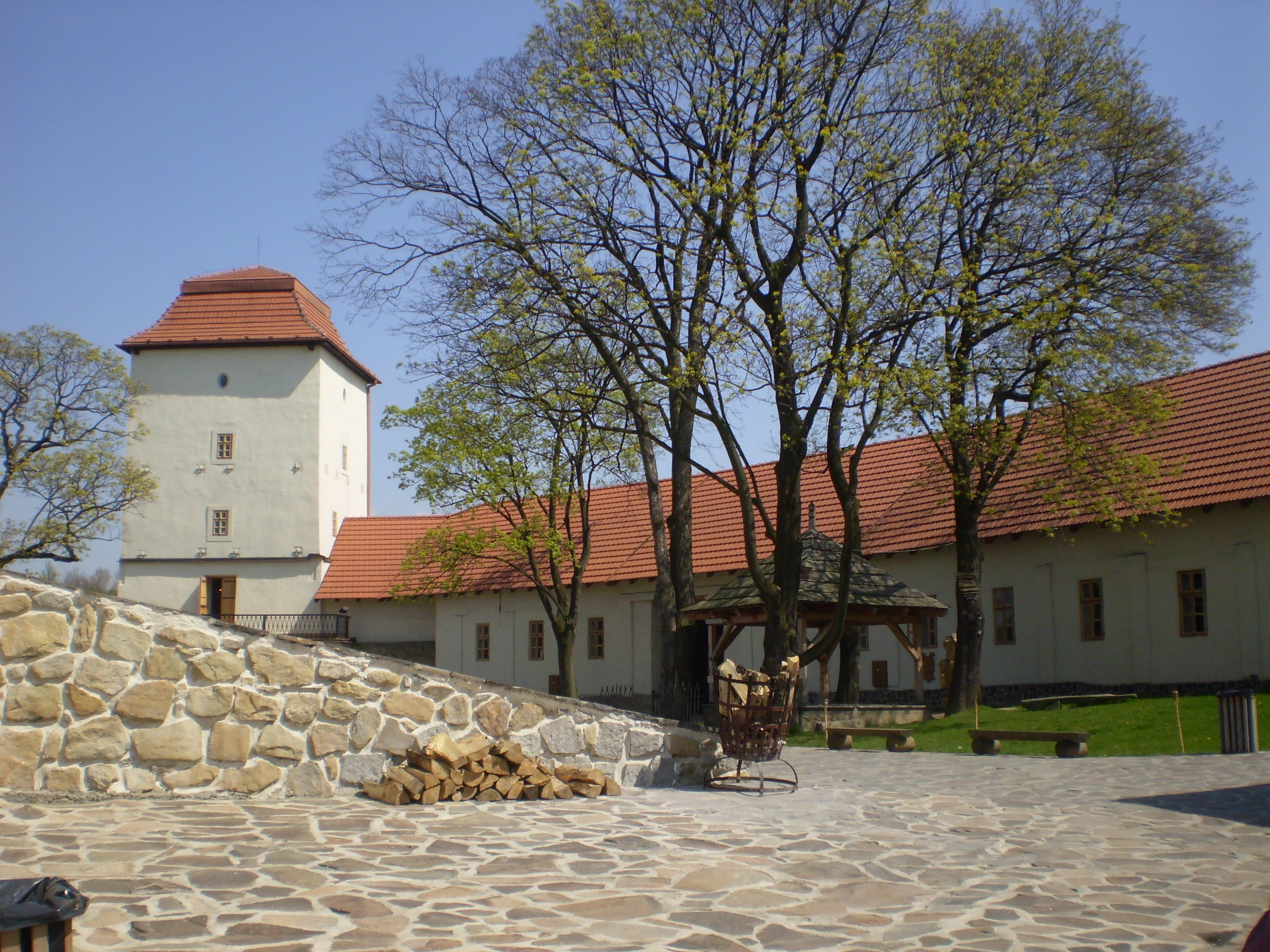
Hlavní věž s přilehlou budovou a kašnou

Byl postaven ve druhé polovině 13. století u brodiště poblíž soutoku řek Lučiny a Ostravice. Jeho účelem byla ochrana zemské stezky z Opavy přes Hlučín a Těšín do Krakova. Již ve 13. století byl obehnán 4 metry vysokou a 2,5 m širokou zdí. Roku 1327 přestal být hraniční pevností, když slezská vévodství včetně těšínského připadla jako léno českým zemím. V roce 1508 byl hrad koupen Janem Sedlnickým z Choltic, který v letech 1534–1548 hrad přestavěl na zámek. Z té doby pochází brána s věží, které se jako jediné uchovaly až do 21. století. Roku 1621 vydrancovala město i zámek neapolská vojska, kterým velel Karel Spinelli. Další rabování nastalo v letech 1626 Dány a 1628 Valdštejnovými vojsky. V roce 1637 zde přenocovala arcivévodkyně Cecílie Renata, sestra císaře Ferdinanda III., která tudy jela na svatbu s polským králem Vladislavem. V letech 1642–1649 obsadili Ostravu i zámek Švédové. Roku 1714 přešel zámek do vlastnictví rodu Wilczků, kteří jej drželi až do roku 1945, kdy byl vyvlastněn. Těžbou uhlí v okolí zámku jej však vědomě zničili. Prakticky od počátku 20. století docházelo k chátrání budovy. V důsledku poddolování poklesl hrad asi o 16 metrů a 15. února 1954 byl na něj dokonce vydán demoliční výměr.

### Historické události
Roku 1543 tudy projížděla rakouská arcivévodkyně Alžběta Habsburská, budoucí polská královna a litevská velkokněžna. Doprovázena okázalým, vlastním 200 členným průvodem a 1500členným průvodem plockého biskupa, jela na knížecí dvůr ve Fryštátě, kde pro ni přichystal předsvatební hostinu pán slezskoostravského hradu, hejtman Jan Sedlnický z Choltic. Budoucí královna druhého dne pokračovala do Krakova na svou svatbu s polským králem Zikmundem Jagellonským, kde 6. května 1543 proběhla také její korunovace. Byl to největší průvod, který Slezskoostravským hradem projížděl.[zdroj?]
Dne 30. července 1590 se na hradě konal zemský sněm pánů a rytířů Těšínského knížectví, kde byla přijata deklarace k Těšínskému zemskému zřízení. Mimo jiné se zde písemně potvrdilo (uzákonilo), že česká řeč (český jazyk) je jediný úřední jazyk v Těšínském knížectví.

## Pověsti
Pověsti praví, že pod hradem bývaly ukryty poklady. Ty však bylo možné spatřit jen na Velký pátek. Hlídal je u dveří stojící muž se železnou palicí, který by každému případnému zloději rozbil hlavu. Jako jiné hrady, i zde existovala bílá paní. Bíle oděná žena s rozpuštěnými vlasy, hořící svíčkou v levé a zlatým klíčem v pravé ruce se zjevovala pouze tehdy, měl-li někdo z rodiny majitele hradu zemřít.

## Současnost
Chátrající hrad koupilo město Ostrava a po nákladné rekonstrukci začátkem roku 2004 jej zachránilo. Pro veřejnost byl otevřen v květnu téhož roku. Hrad nyní slouží k pořádání kulturních akcí, každoročně se tam koná například Letní shakespearovské slavnosti nebo Slezskoostravský Rock-Fest.
Dostat se k němu je možné pěšky od Černé louky přes Lávku Unie. Dnešní podobě hradu dominuje vstupní brána s věží, která tvoří nejvyšší budovu komplexu. S ní spojený prostor podkrovní galerie v přízemí obsahuje malý sál. Na nádvoří nalezneme hradní tvrz a hradní studnu s fontánou. Ve sklepení tvrze je strašidelný sklep a obrovská sladkovodní akvária. V roce 2009 bude zahájena přístavba severního křídla budovy.
| Rok  | Počet návštěvníků |
| ---- | ----------------- |
| 2015 | 139 325           |
| 2016 | 96 699            |
| 2017 | 139 836           |
| 2018 | 113 176           |

## Galerie

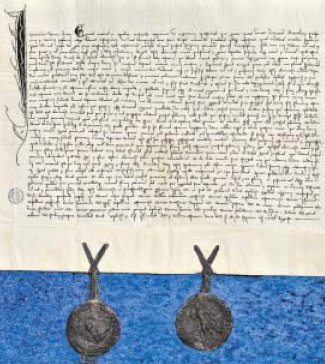
Listina se zmínkou o hradu z 2. srpna 1297
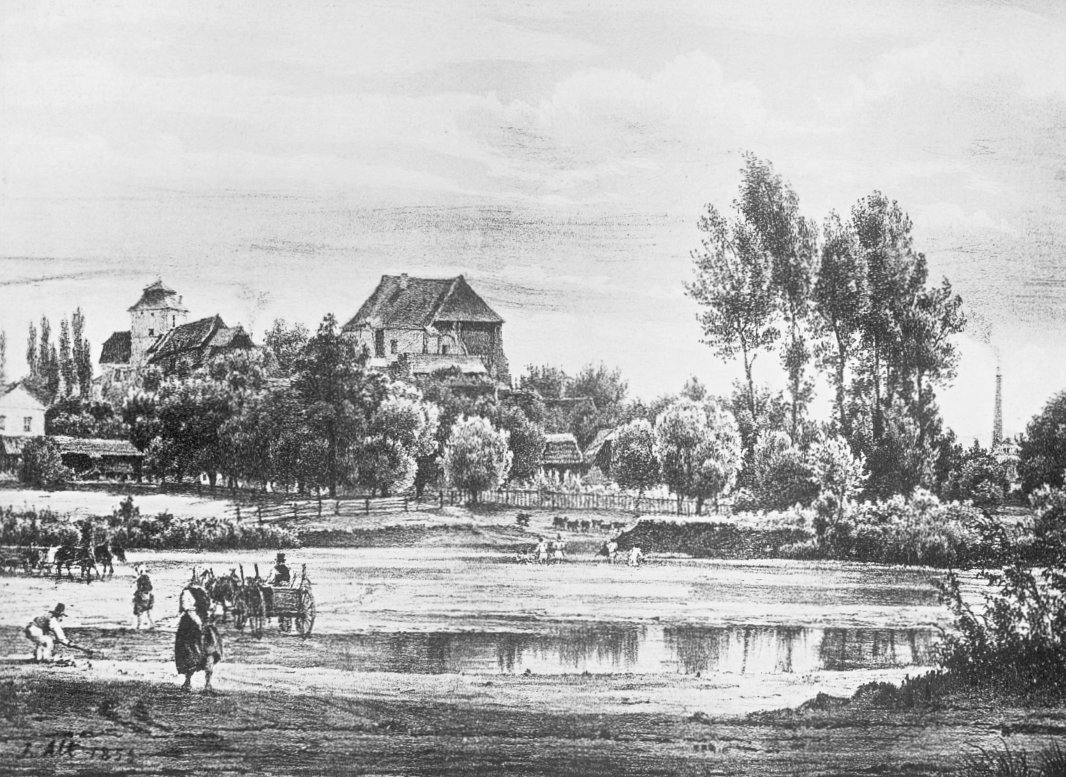
Hrad v roce 1855
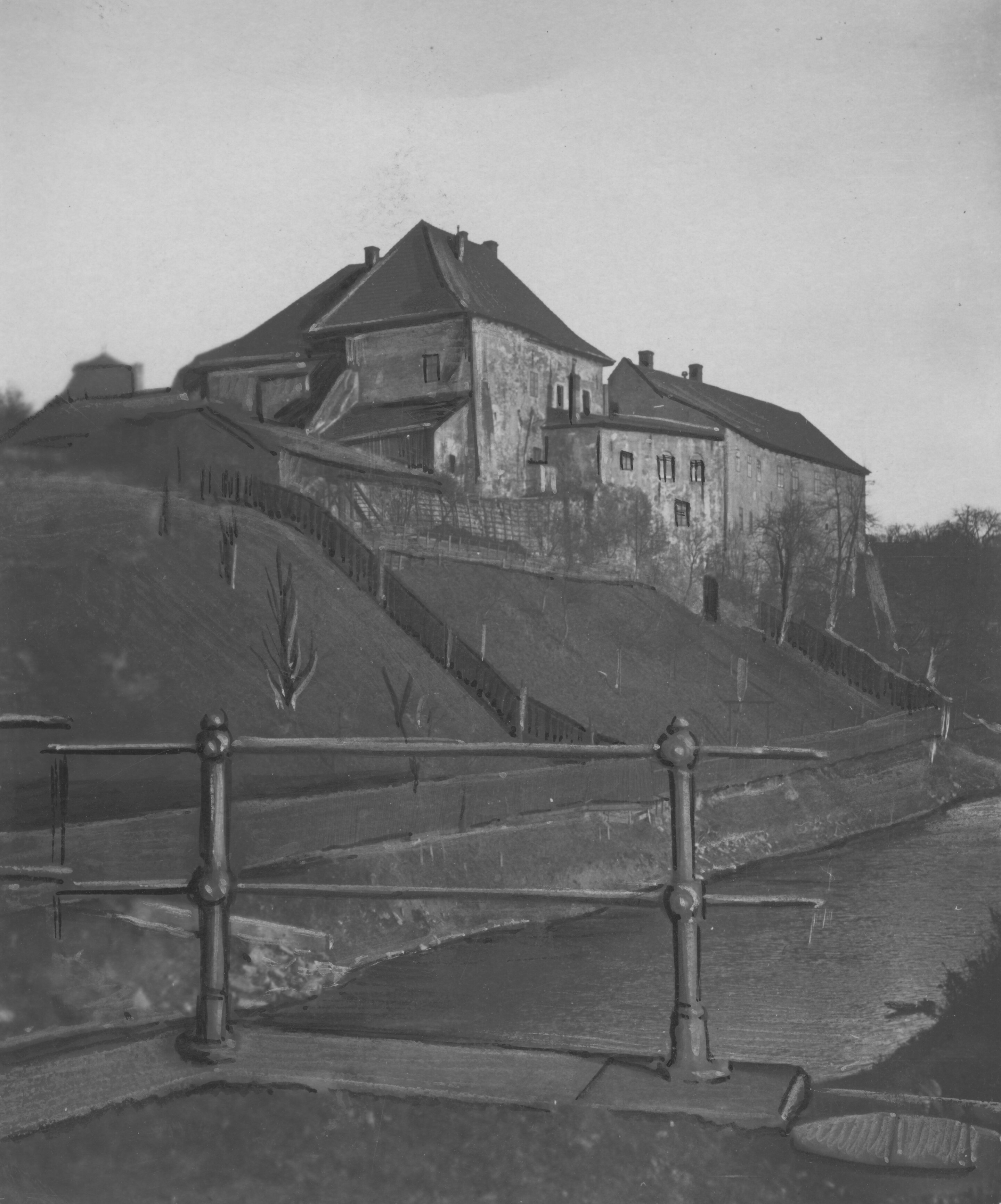
Hrad na malbě z první poloviny 20. století
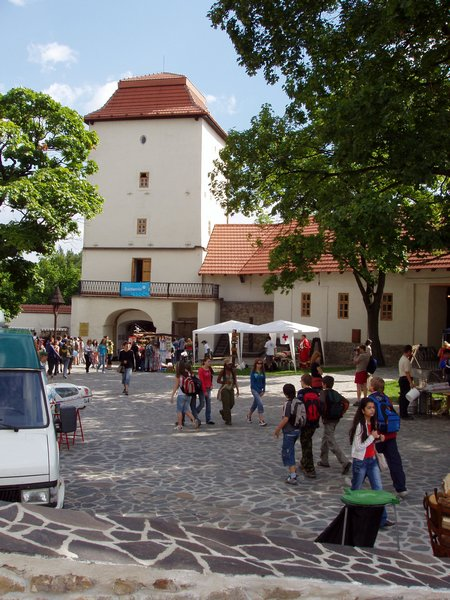
Hrad v roce 2007
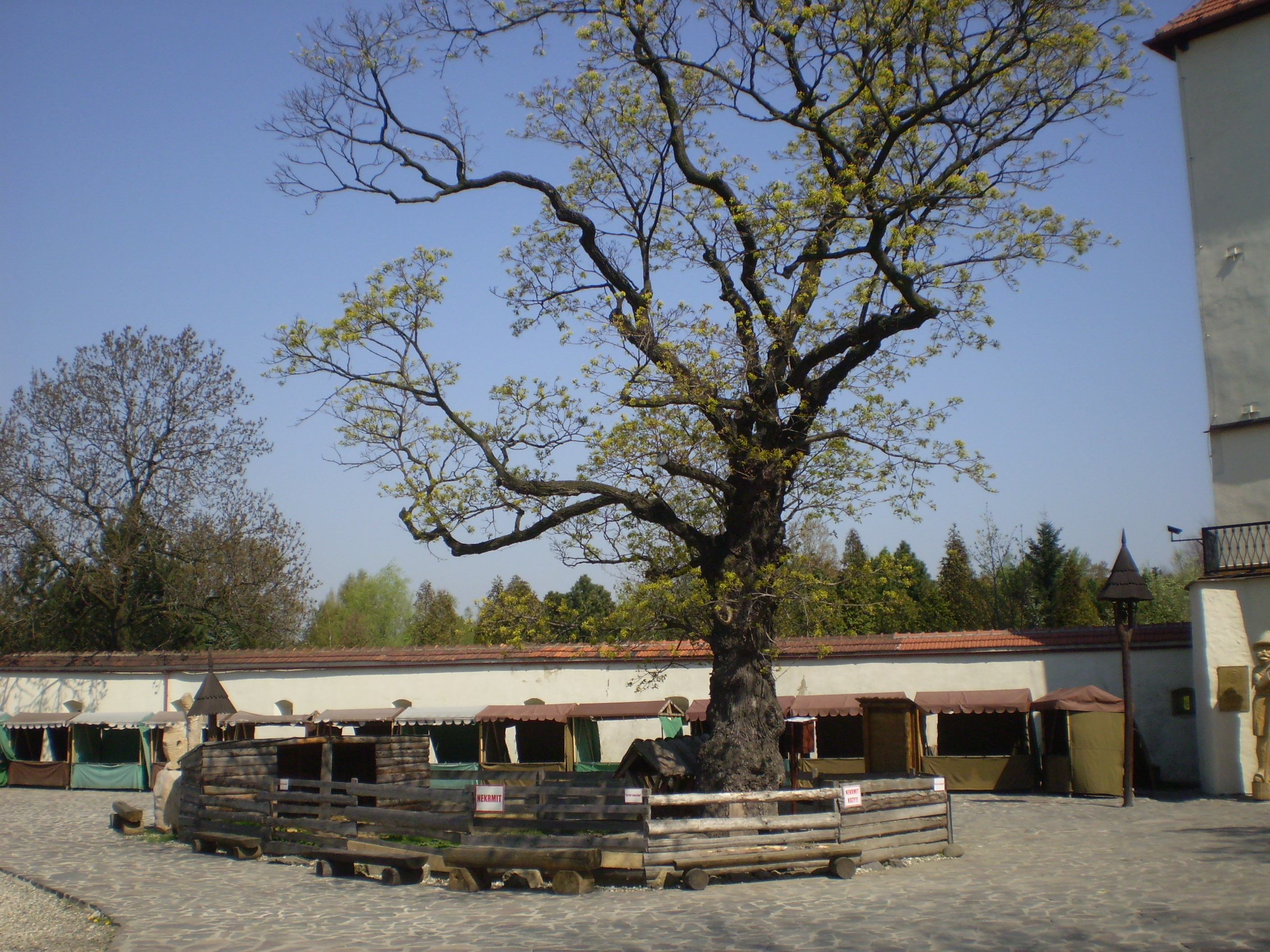
Nádvoří hradu
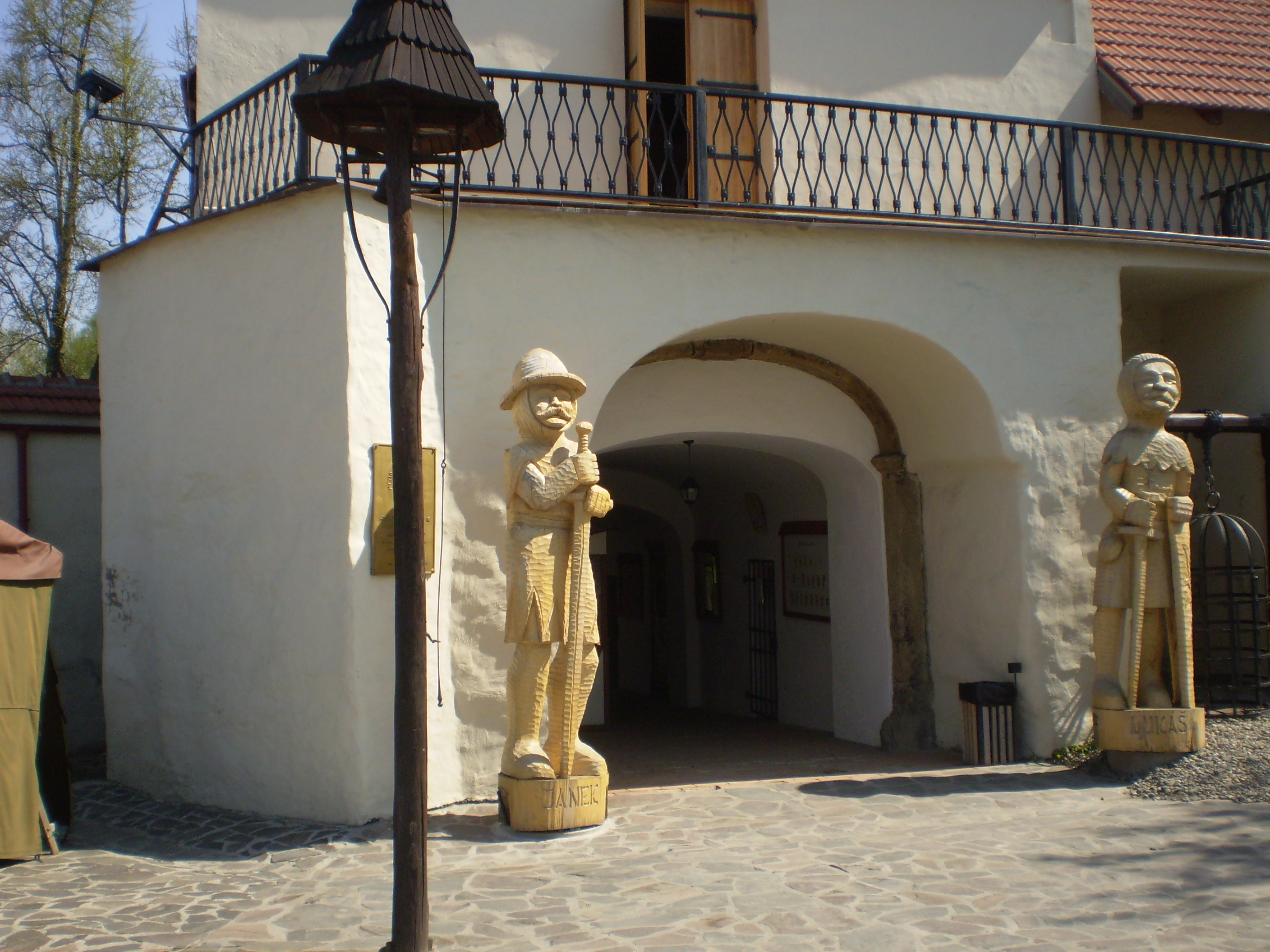
Hlavní vchod do hradu.
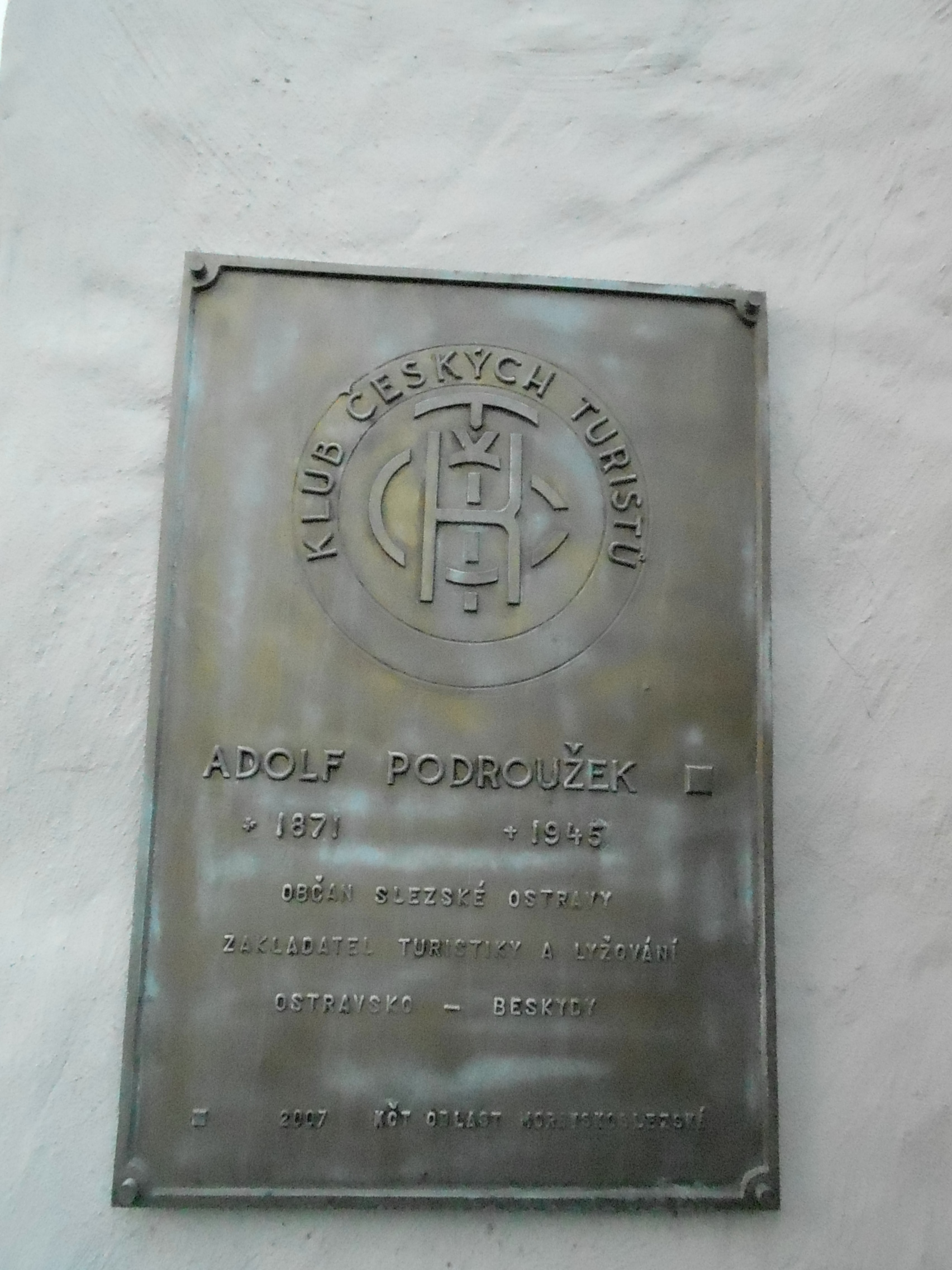
Na hradě je umístěná pamětní deska Adolfa Podroužka, zakladatele Klubu českých turistů.